# Kampong Chhnang (provincie)
Kampong Chhnang is een van de centrale provincies (khaet) van Cambodja. Aangrenzende provincies zijn (vanuit het noorden met de klok mee) Kampong Thom, Kampong Cham, Kandal, Kampong Speu en Pursat. De hoofdstad van de provincie Kampong Chhnang is Kampong Chhnang.

## Etymologie
Kampong Chhnang betekent in het Khmer "haven van aardewerk". Kampong wordt in het Khmer vertaalt als haven. Het woord Kampong wordt ook in andere Austrasiatische talen gebruikt, het Maleis en het Indonesisch, waar het 'dorp' betekent. Chhnang betekent in het Khmer "aardewerk".

## Geografie
Kampong Chhnang is een kleine provincie 91 kilometer (57 mijl) van Phnom Penh. Het ligt in de alluviale vlakte van centraal Cambodja. De hoofdstad Phnom Penh is zo gegroeid dat het de provinciegrens van Kampong Chhnang omvat.

## Geschiedenis
De naam letterlijk vertaald is "haven van aardewerk". Archeologische overblijfselen uit het gebied hebben, naast vele andere vondsten, artefacten onthuld uit Dvaravati, een voormalig koninkrijk in het huidige Thailand, daterend uit de 6e tot 11e eeuw. De provincie Kampong Chhnang was eeuwen geleden een kuststad op de route tussen China en India; door sedimentatie van de Mekong rivier verlegde de kustlijn zich veel verder naar zee. Toen de Tonle Sap-rivier van koers veranderde, verloor de stad zijn belangrijkste waterbron en was dus verlaten, de bevolking verhuisde naar een stad genaamd Kampong Tralach. Er werd geleidelijk een stad omheen gevormd, die Kampong Chhnang nieuw leven inblaast. Een museum presenteert het archeologische record van de geschiedenis van de stad.